# 瑞浪市陶磁資料館
瑞浪市陶磁資料館（みずなみしとうじしりょうかん）は、岐阜県瑞浪市にある美濃焼に関する博物館。

## 概要
陶磁資料などの収集保管、陶磁器産業全般に関する調査研究、その成果を展示する施設である。1980年（昭和55年）4月、東濃西部広域行政事務組合により東濃西部歴史民俗資料館・瑞浪陶磁資料館として開館。2007年（平成19年）に東濃西部広域行政事務組合による事務運営が廃止。瑞浪市に移管され、瑞浪市陶磁資料館に改称する。
古代から現代までの美濃焼、明治以降に使われた陶磁器の生産用具や機械などを展示する。また、年に数回の企画展や特別展が開催される。作陶・絵付けなどの体験教室も行われる。陶磁器や焼き物が中心の資料館であるが、歴史民俗に関する調査研究も行っており、その資料も展示している。
収蔵資料のうち、明治から昭和40年代にかけて陶磁器の生産に使用された用具2983点と製品850点は、2016年（平成28年）に「美濃の陶磁器生産用具及び製品」として国の登録有形民俗文化財に登録されている。また、瑞浪市指定有形文化財の下山田八幡神社の陶製狛犬を保管展示する。
施設は瑞浪市民公園の一画にある。

## 施設概要
- 常設展示室
- 加藤孝造展示室

## 主な刊行物
- 研究紀要　※2007年以前の第1号から第11号の名称は瑞浪陶磁資料館研究紀要。
- 瑞浪市歴史資料集

## 利用案内
- 所在地：岐阜県瑞浪市明世町山野内1-6
- 開館時間：9:00 - 17:00[2]
- 休館日：月曜日（その日が祝日の場合は火曜日及び水曜日）、休日の翌日（その日が土曜日又は日曜日の場合は火曜日）、年末年始（12月28日 - 1月4日）、資料の整理及び点検日（毎月末日。通常の休館日と重なった場合は翌日）[2]
- 入館料：大人200円　高校生以下無料
  - 特別展示の場合、別料金が必要な場合がある。
  - 瑞浪市陶磁資料館、瑞浪市化石博物館、瑞浪市市之瀬廣太記念美術館の3館共通入館料は大人500円。

## 交通アクセス

### 公共交通機関
- JR中央本線 瑞浪駅より徒歩で約20分。
- 瑞浪市コミュニティバス日吉線「市民公園前」バス停より徒歩ですぐ。

### 自動車
- 中央自動車道 瑞浪ICより自動車で約5分。

## 周辺施設
- 瑞浪市民体育館　※瑞浪市民公園内
- 瑞浪市民野球場　※瑞浪市民公園内
- 瑞浪市民テニスコート　※瑞浪市民公園内
- 瑞浪市民競技場　※瑞浪市民公園内
- 瑞浪市民アーチェリー場
- 瑞浪市民弓道場　※瑞浪市民公園内
- 瑞浪市化石博物館　※瑞浪市民公園内
- 瑞浪市市之瀬廣太記念美術館　※瑞浪市民公園内
- 岐阜県先端科学技術体験センター（サイエンスワールド）
- 瑞浪市立明世小学校
- 中央自動車道瑞浪IC